# Capital Gate
Capital Gate, también conocida como la Torre Inclinada de Abu Dhabi, es un rascacielos en Abu Dhabi que tiene más de 160 metros de altura, 35 pisos de altura, con más de 16 000 metros cuadrados de espacio de oficinas utilizable. Capital Gate es uno de los edificios más altos de la ciudad y fue diseñado para inclinarse 18° hacia el oeste. El edificio es de propiedad y fue desarrollado por la Compañía Nacional de Exposiciones de Abu Dabi. La torre es el punto focal del centro capital.

## Construcción

### Línea de tiempo del proyecto
- Septiembre 2007: Inicio.

- Noviembre 2007: Inicio de las fundaciones de perforación.

- Abril 2008: Construcción de muro base.

- Febrero de 2009: Fachada erigida.

- Mayo de 2009: el edificio alcanzó una altura de 100 metros (330 pies).
- Junio de 2009: La pendiente comenzó a tomar forma.
- Octubre de 2009: el edificio alcanzó la altura final de 160 metros (520 pies).
- Diciembre de 2009: Estructura de núcleo exterior completada.
- Enero de 2010: Primera fase de salpicadura completada.
- Febrero 2010: Inicio de la construcción interior.
- Marzo de 2010: Comenzó a construir el puente hacia el Centro Nacional de Exposiciones de Abu Dhabi
- Abril 2010: Comenzó la construcción del techo del atrio.
- 2011: Construcción terminada.
- 21 de diciembre de 2011: Apertura.

## Cimientos
La estructura descansa sobre una base de 490 pilotes que se han perforado a 30 metros (98 pies) bajo tierra. Los pilotes profundos proporcionan estabilidad contra vientos fuertes, tracción gravitacional y presiones sísmicas que surgen debido a la inclinación del edificio. De los 490 pilotes, 287 tienen 1 metro (3 pies 3 pulgadas) de diámetro y 20 a 30 metros (66 a 98 pies) de profundidad, y 203 tienen 60 centímetros (24 pulgadas) de diámetro y 20 metros (66 pies) de profundidad. Todas las 490 pilas se tapan juntas utilizando una base de concreto armado densamente con una profundidad de casi 2 metros (6,6 pies). Las pilas se comprimieron inicialmente durante la construcción para soportar los pisos inferiores del edificio. Ahora están en tensión debido a que se ha aplicado una tensión adicional causada por el saliente.

## Núcleo de la estructura
El núcleo de Capital Gate se construyó utilizando un encofrado de salto, también conocido como encofrado de escalada. El núcleo central de hormigón tenía que estar especialmente diseñado para tener en cuenta las inmensas fuerzas creadas por el ángulo de elevación o curvatura del edificio. El núcleo contiene 15 000 metros cúbicos (20 000 pies cúbicos) deconcreto armado con 10 000 toneladas métricas de acero y usa postensado vertical y se construyó con un pre-camber vertical. Esta pre-curvatura significa que el núcleo fue construido con una ligera inclinación opuesta. A medida que se instaló cada piso, el peso de los pisos y la rejilla diagonal, o sistema de diagrid, sacó el núcleo y lo enderezó lentamente. El núcleo contiene 146 tendones de acero verticales, cada uno de 20 metros (66 pies) de largo.

## Récord mundial
En junio de 2010, Guinness World Records reconoció a Capital Gate como el "edificio más inclinado del mundo". Capital Gate se construyó para inclinarse 18° al oeste, que es cuatro veces más que la de la Torre Inclinada de Suurhusen. El reconocimiento de Guinness World Records fue otorgado por un comité de premios designado por Guinness en enero de 2010, cuando se completó el exterior del edificio.

## Arquitectura y diseño
El edificio tiene un diagrid especialmente diseñado para absorber y canalizar las fuerzas creadas por el viento y la carga sísmica, así como la pendiente de Capital Gate. Capital Gate es uno de los pocos edificios de diagrid en el mundo. Otros incluyen 30 St Mary Axe (Gherkin) de Londres, la Hearst Tower de Nueva York y el Estadio Nacional de Pekín.
El proyecto Capital Gate pudo lograr su inclinación a través de una técnica de ingeniería, conocida como pre-curvatura, que permite apilar las placas del piso verticalmente hasta el piso 12 y escalonarse, una sobre otra, entre 300 y 1400 milímetros (12 a 55). en). La presión gravitacional causada por la inclinación de 18° se contrarresta con la curvatura previa, utilizando un núcleo de hormigón reforzado con acero, con el núcleo construido deliberadamente ligeramente descentrado. También está anclado al suelo por 490 pilotes que se perforan de 20 a 30 metros (66 a 98 pies) bajo tierra.
Capital Gate fue diseñada por el estudio de arquitectura RMJM y se completó en 2011. La torre incluye 16 000 metros cuadrados (170 000 pies cuadrados) de espacio de oficinas y el Hotel Andaz en los pisos 18 a 33.